# Microcina
Microcina – rodzaj kosarzy z podrzędu Laniatores i rodziny Phalangodidae liczący 6 gatunków

## Występowanie
Rodzaj obejmuje gatunki endemiczne dla Kalifornii.

## Systematyka
Opisano 6 gatunków należących do tego rodzaju:
- Microcina edgewoodensis Briggs & Ubick, 1989
- Microcina homi Briggs & Ubick, 1989
- Microcina jungi Briggs & Ubick, 1989
- Microcina leei Briggs & Ubick, 1989
- Microcina lumi Briggs & Ubick, 1989
- Microcina tiburona (Briggs & Hom, 1966)